# Biserica San Salvatore alle Coppelle
San Salvatore alle Coppelle este o biserică medievală din Roma, cu o campanilă romanică din secolul al XII-lea. Lăcașul a fost atribuit în anul 1914 comunității române unite (greco-catolice) din Roma.
Ea este situată în Piazza della Coppelle din cartierul Sant'Eustachio. O bulă din 1222 a papei Honorius al III-lea numește biserica din Cupellis și, într-un catalog de biserici din secolul al XVII-lea, se referă la o piață „a fabricanților de butoaie" care a existat în apropiere.

## Istoric
O inscripție pe un perete interior al bisericii indică faptul că a fost finalizată pe 26 noiembrie 1195, în timpul papei Celestin al III-lea, deși aceasta s-ar putea referi la o reconstrucție și nu la data construcției originale care este, probabil, mult mai veche.
În 1404 papa Inocențiu al VII-lea a încredințat biserica breslei șelarilor, care s-a ocupat de acest lăcaș timp de trei secole. În 1633 ea a devenit baza Confraternității Sfântului Sacrament al Perseverenței Divine, care-i ajuta în hanurile Romei pe pelerinii și străinii care s-au îmbolnăvit, fie cu îngrijire spitalicească, fie ajutând la îngrijirea familiilor lor. În 1750, anul Jubileului, biserica a fost reconstruită de Carlo De Dominicis, care a adăugat un spațiu încă vizibil astăzi, lângă biserică, pentru ca hangiii să lase bolnavii cu o notă pentru frații ordinului.
Între 1858 și 1860 cele două fresce ale bisericii, datând din anul 1195, au fost vandalizate, iar astăzi tot ce a mai rămas din biserica medievală este clopotnița, construită în secolul al XII-lea, parțial înconjurată acum de clădiri învecinate. Acest locaș a fost încredințat de papa Pius al X-lea Bisericii Române Unite cu Roma, Greco-Catolică, prin Scrisoarea Apostolică „Universi episcopatus” din 31 martie 1914. Pe 29 februarie 1920 biserica a fost reconsacrată de episcopul Valeriu Traian Frențiu.

## Evenimente
În data de 23 octombrie 1966 episcopul Vasile Cristea l-a hirotonit în această biserică pe Nathaniel Popp, devenit ulterior arhiepiscop al Episcopiei Ortodoxe Române din America.
În februarie 2021 cardinalul Angelo De Donatis, vicar general al Sfântului Părinte pentru Dieceza de Roma, l-a numit în funcția de rector al bisericii „San Salvatore alle Coppelle” din Roma pe Cristian Dumitru Crişan, vizitator apostolic pentru credincioșii greco-catolici români din Europa occidentală, iar pe pr. Marian Bojor din clerul Eparhiei de Cluj-Gherla în funcția de vicerector.

## Galerie

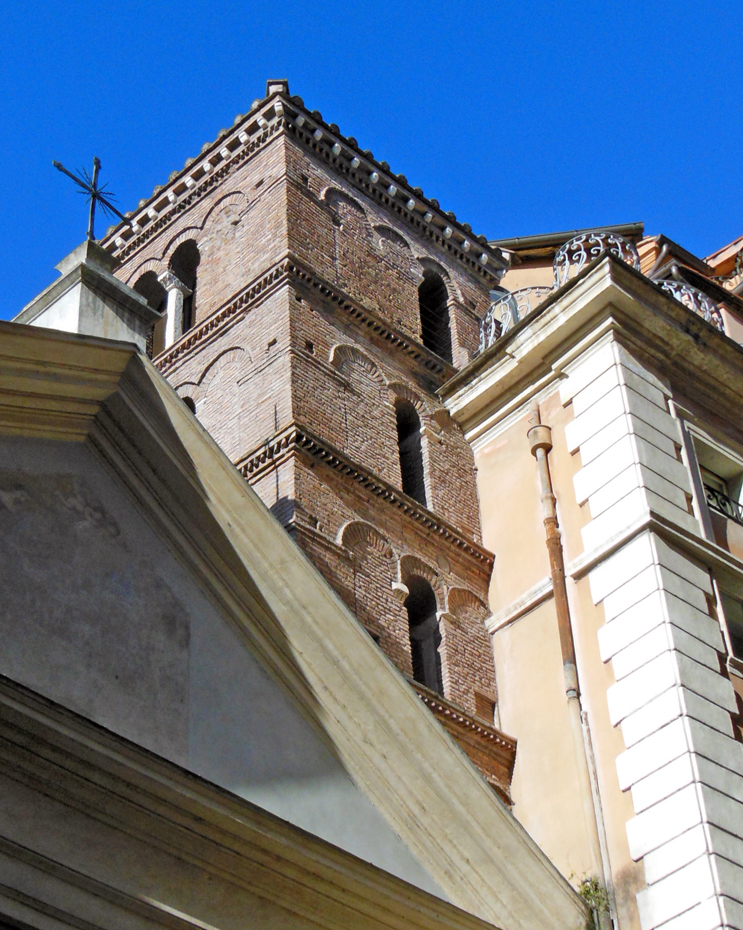
Clopotnița medievală, parțial încorporată în clădirile învecinate
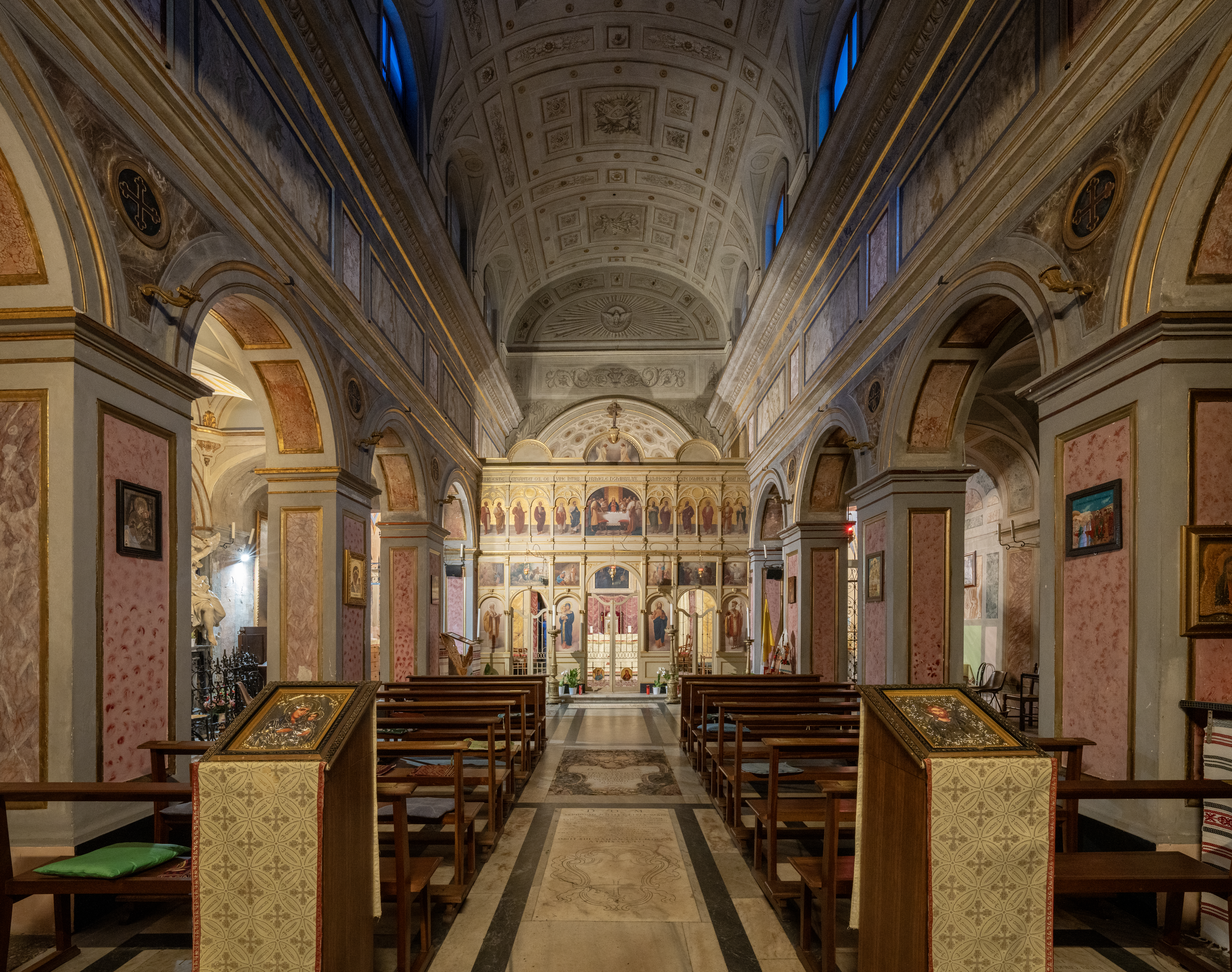
Vedere din interior
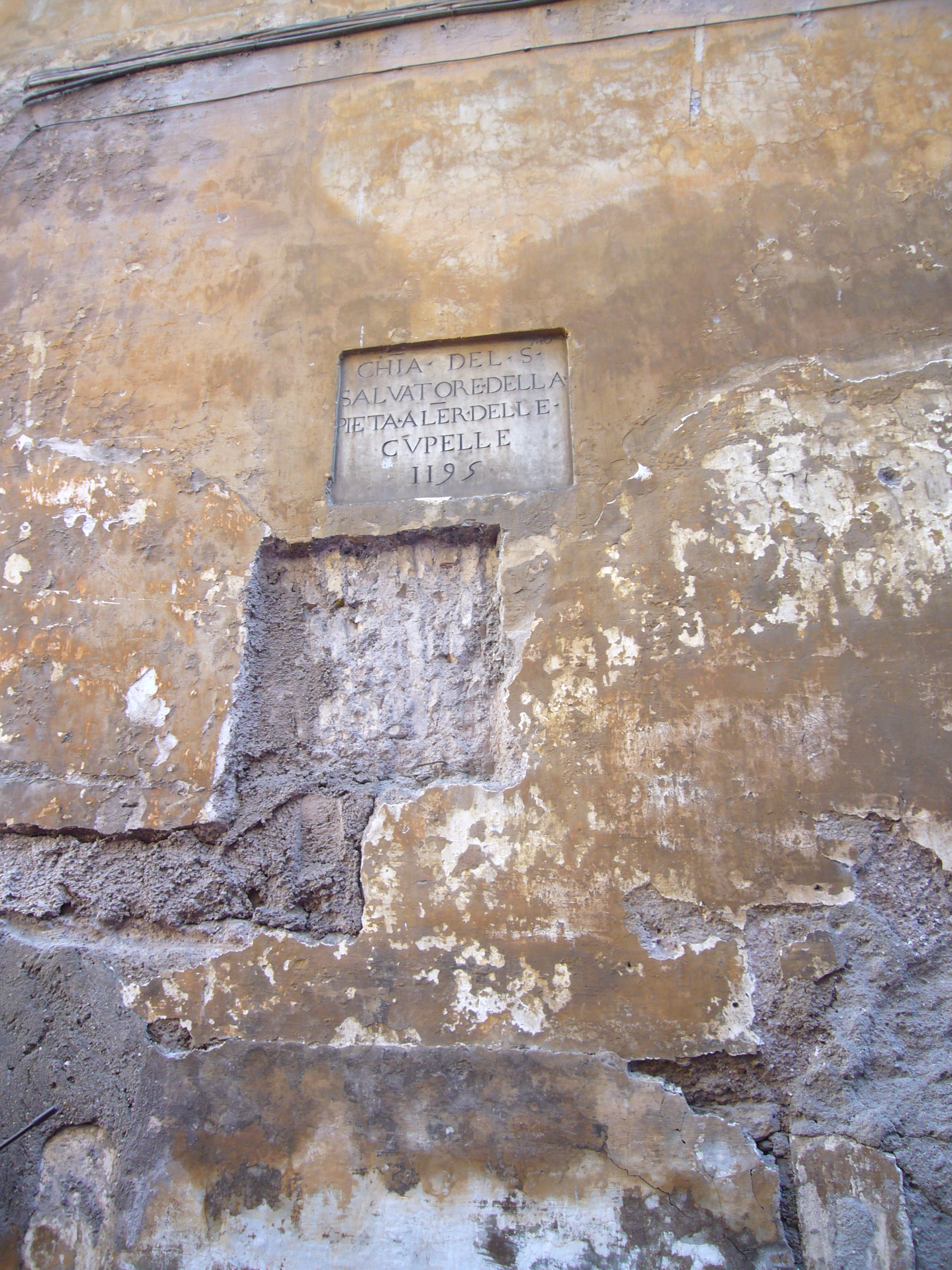
Inscripție dedicată, datată 1195